# João Moutinho
Felipe João Iria Santos Moutinho (født 8. september 1986 i Portimão, Portugal) er en portugisisk fodboldspiller, der spiller som midtbanespiller hos den engelske Premier League-klub Wolverhampton FC. Han har spillet for klubben siden sommeren 2018. Inden da havde han tilbragt 5 år hos AS Monaco.

## Landshold
Moutinho står (pr. 10. februar 2022) noteret for 142 kampe og syv scoringer for Portugals landshold, som han debuterede for den 17. august 2005 i et opgør mod Egypten. Han blev af den daværende landstræner Luiz Felipe Scolari efterfølgende udtaget til den portugisiske trup til EM i 2008 i Østrig og Schweiz.